# ドラゴンハート 最後の闘い
『ドラゴンハート 最後の闘い』（ドラゴンハート さいごのたたかい、Dragonheart 3: The Sorcerer's Curse）は、2015年製作のアメリカ/イギリス/ルーマニア製ビデオ映画。1996年製作のアメリカ映画『ドラゴンハート』の第3弾。

## ストーリー
ブリタニアを征服したローマ帝国は北部の蛮族の侵攻に悩まされ、ハドリアヌス帝の時代にハドリアヌスの壁を建設し、蛮族を壁の北方に封じ込めた。ローマ帝国の崩壊後、新たに興った王国も壁を用いて蛮族を封じ込め、壁の北方では魔法を操る賢者集団「ドルイドの輪」による統治が敷かれた。
ローマ帝国崩壊から数世紀を経た壁の北方では、「ドルイドの輪」の一員だったブルードが南方の王国への反抗を掲げて反乱を起こした。ブルードは「刺青の部族」と呼ばれるピクト人と共謀して「ドルイドの輪」を皆殺しにし、王国に対抗するため、予言に示された隕石を探す。一方、壁を守備する王国軍の隊長ホーサに仕える従者ガレスは、貧困に喘ぐ村人からの徴収を見逃したため、念願だった騎士への叙任を反故にされ、「叙任して欲しければ金貨100枚を用意しろ」とホーサに命令される。その夜、壁の北方に隕石が落下し、村人から「空から落ちる星は黄金で出来ている」という話を聞いたガレスは騎士に叙任してもらうため、単身壁の北方に向かった。
北方の土地で隕石を見付けたガレスは黄金を切り取ろうとするが、その途端、隕石が砕け散りドラゴンが現れた。そこにピクト人が現れ、黄金で出来たドラゴンの卵を奪い取ろうとする。ガレスは卵を手に入れるためピクト人と戦い重傷を負うが、「卵を守ってくれた」と感じたドラゴンに心臓の半分を与えられ一命を取り留めた。意識を失ったガレスは「ドルイドの輪」の見習い僧だったローンに「予言に伝えられる"ドラゴンを従える騎士"」として助けられ、ブルードと敵対するピクト人のローニュやトレヴァーたちと出会う。ガレスは卵を手に入れるため、ローニュは母を殺したブルードに復讐するため共闘することになり、ガレスの心臓の鼓動を頼りにドラゴンを探し出した。「ドラゴ」と名付けられたドラゴンはブルードに奪われた卵を取り戻すためガレスたちに協力し、ブルードの拠点に乗り込むが、ブルードによってドラゴは呪いをかけられてしまい、呪いを解こうとしたガレスも捕まってしまう。ガレスは殺されそうになるが、ガレスとドラゴの心臓が一体化していることを知ったブルードはドラゴを手に入れるためガレスを殺すのを止める。
翌日、ローニュたちによって助け出されたガレスは卵を持って壁に向かうが、途中でブルードに従うピクト人に捕まった少数部族に出くわす。ローニュとローンは少数部族を助けるために戦いを挑むが、ガレスは卵を持って一人逃げ出してしまう。しかし、「真の騎士なら勇気を持て」とドラゴに諭されたガレスは引き返し、ローニュたちを助け出す。騎士としての自覚を持ち始めたガレスだったが、ドラゴが呪いによりブルードの支配下に置かれてしまうことを知り、自分が本物の騎士ではないことを告げる。ドラゴはガレスに「"古の掟"を守る者が本物の騎士だ」と告げ、ブルードの許に消えてしまう。ドラゴを手に入れたブルードは、王国を支配するためピクト人を引き連れ壁に向かう。
壁に戻ったガレスたちは、ホーサによって捕えられ、叙任の約束を反故にされ卵も取り上げられてしまう。その夜、ドラゴを引き連れたブルードたちと彼らを追いかけてきたトレヴァーたちが壁に集結し王国軍との戦闘が始まる。ローンの魔法でガレスとローニュは脱出し、ガレスは騎士の責務を放棄したホーサを倒し、ローニュはブルードを倒し復讐を果たした。ガレスの正しい心に感化されたドラゴもブルードの呪いから解放され、ブルードを失ったピクト人たちは壁から撤退した。戦いが終わった後、新たに騎士に叙任されたガレスは壁を解放し北方との交流を促進し、想いを寄せるローニュとの結婚を執り行い、ドラゴたちからの祝福を受ける。

## キャスト
※括弧内は日本語吹替
- ガレス - ジュリアン・モリス（杉山大）
- ドラゴの声 - ベン・キングズレー（後藤哲夫）
- ローン - ジャッサ・アルワリア（英語版）（手塚祐介）
- ブルード - ジョンジョ・オ・ニール（英語版）（横島亘）
- トレヴァー - ジェイク・カラン
- ローニュ - タンジン・マーチャント（英語版）（志田有彩）
- サー・ホーサ - ドミニク・マフハム（英語版）（山路和弘）

## 制作
2014年夏にユニバーサル・スタジオ・ホームエンターテイメントが制作を発表し、ドラゴのCG作成のために700万ドルの予算が割り当てられた。前2作のプロデューサーを務めたラファエラ・デ・ラウレンティスが引き続きプロデューサーを担当し、義理の息子マシュー・フェイットシャンズが脚本を務める。また、音楽は前作に引き続きマーク・マッケンジーが担当し、ルーマニアで撮影が行われた。
2015年2月、フェイットシャンズによって第4作の製作が進行中であることが発表され、2017年に『ドラゴンハート 〜新章: 戦士の誕生〜』がビデオ映画として制作され、DVD、Blu-rayの販売とNetflixでの配信が行われた。